# آخن
آخِن (بالألمانية: Aachen)‏ هي مدينة تقع في أقصى غرب ولاية شمال الراين - وستفاليا في غرب ألمانيا تبعد 60 كم إلى الجنوب الغربي من مدينة كولونيا. يبلغ عدد سكانها حوالي 254.000 نسمة (2015). تقع على الحدود الألمانية مع كلٍ من هولندا وبلجيكا و هي قد عُدّت أكبر مدينة واقعة على الحدود الغربية القصوى في ألمانيا بعد تخطي عدد سكانها حاجز الـ 100.000 نسمة عام 1890. تقع فيها الجامعة التقنية الراينية الفستفالية (بالألمانية:Die (Rheinisch-Westfälische Technische Hochschule Aachen, و التي تعد واحدة من الجامعات الرائدة في المجال التقني على مستوى ألمانيا.

## الاسم
إن اسم مدينة آخن الأثري ليس متوارثًا، حيث قد يكون جذر الاسم يعود إلى الكلمة اللاتينية (aqua ) أي المياه؛ و ذلك نظرًا لإتخاذ الملك كارل الكبير المدينة مقرًا لقصره الواقع على العيون المائية الرومانية الباقية. و يُشار إلى المدينة في النصوص اللاتينية التي تعود للعصور الوسطى أحيانًا باسم
(Aquae) أو (Aquis)و لكن في بعض الأحيان بشكل متزايد تُستخدم كلمة (Aquisgrani).

## تاريخ آخن
كانت مدينة آخن في القرون الوسطى تتبع مباشرة إمبراطور الإمبراطورية الرومانية المقدسة مما منحها مزايا تجارية وسياسية لم تتمتع بها إلا قلة من المدن الأوربية الأخرى آنذاك. وكانت مقرّا لانعقاد المجالس التشريعية الإمبراطورية والمجالس الكنسية المهمة ومن بينها مجلس عام 836 الذي وضع النظام الكنسي، ومجلس عام 1166 وهو المجلس المنشق الذي دعا إليه باسكال الثالث المناهض للبابا وقد تم فيه تمجيد شارلمان. ووقّعت في هذه المدينة معاهدة عام 1668 التي أنهت حرب الوراثة الإسبانية ومعاهدة سنة 1748 التي أنهت حرب الوراثة النمساوية.

## معالم مدينة آخن
تعد كاتدرائية آخن التي أمر ببنائها شارلمان عام 796 أحد معالم المدينة المعمارية البارزة، وكان النورمان الشماليون قد دمروها عام 881 وأعيد ترميمها عام 981 وأضيفت إليها الأجنحة القوطية في القرنين الرابع عشر والخامس عشر، ومن معالمها البارزة الأخرى بركة يعلوها نصب شارلمان في الساحة الرئيسة، ومتحف آخن للصحافة الدولية.
مسجد بلال (المركز الإسلامي في آخن)
بني هذا المسجد في عام 1967 على أرض متبرع بها من قبل جامعة آخن التقنية .

## وصلات خارجية
- مدينة آخن  دويتشة فيلله العربية.